# Gustaw Buszyński

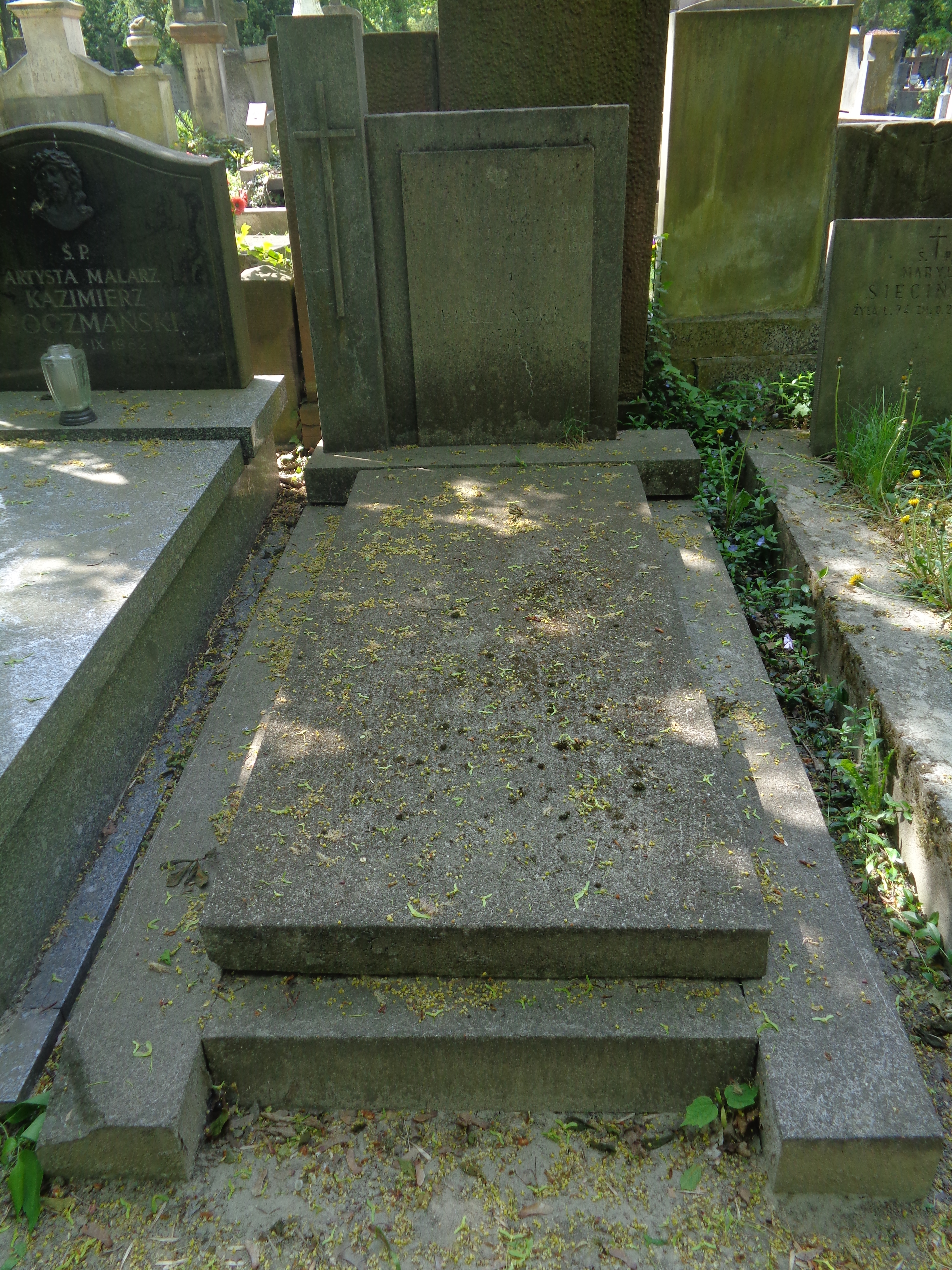
Grób Gustawa Buszyńskiego na cmentarzu Powązkowskim w Warszawie

Gustaw Buszyński (ur. 25 listopada 1888 w Wilnie, zm. 14 marca 1962 w Warszawie) – polski aktor, reżyser teatralny.

## Życiorys
Urodził się w rodzinie Gustawa i Zofii z Adolphów. Był uczniem gimnazjum w Grodnie, z którego został usunięty za udział w strajku szkolnym. W latach 1911–1912 uczęszczał do Szkoły Aplikacyjnej w Warszawie. W 1912 zadebiutował na scenie. Występował m.in. w Płocku, Kijowie, Warszawie, Poznaniu i Krakowie. 
W okresie okupacji uczestniczył w przedstawieniach konspiracyjnych. 
W 1945 występował w Teatrze Wojska Polskiego w Łodzi, a od 1946 do końca życia w Teatrze Polskim i Kameralnym w Warszawie. Był czynnym działaczem Związku Artystów Scen Polskich, wielokrotnym członkiem jego zarządu. Po wojnie wykładał w warszawskiej PWST. 
Był mężem aktorki Jadwigi Gzylewskiej (1894–1961). 
Zmarł w Warszawie, pochowany na cmentarzu Powązkowskim (kwatera 108-5-3).

## Filmografia
1922: Chłopi jako Mateusz
1928: Pan Tadeusz jako Rejtan
1933: Pod Twoją obronę jako agent wywiadu
1936: Barbara Radziwiłłówna jako Mikołaj Radziwiłł „Rudy”
1938: Dziewczyna szuka miłości jako inżynier Kubicki
1938: Kościuszko pod Racławicami jako generał Otto von Igelström
1950: Warszawska premiera jako generał Ignacy Abramowicz
1951: Młodość Chopina jako książę Adam Jerzy Czartoryski
1953: Piątka z ulicy Barskiej

## Ordery i odznaczenia
- Krzyż Oficerski Orderu Odrodzenia Polski (22 lipca 1952)[3]
- Złoty Krzyż Zasługi (dwukrotnie: 25 czerwca 1946[4], 13 listopada 1953[5])
- Srebrny Wawrzyn Akademicki (4 listopada 1937)[6]
- Medal 10-lecia Polski Ludowej (19 stycznia 1955)[7]